# Río Castaño (afluente del Candón)
El río Castaño es un curso de agua del sur de la península ibérica perteneciente a la vertiente atlántica de Andalucía que discurre por el centro de la provincia de Huelva (España). 

## Curso
El río Castaño nace en el paraje del Chorrito de la Melera, en el término municipal de Valverde del Camino. Realiza un recorrido en dirección este-oeste hasta la confluencia con el barranco de Pedro López, donde gira en dirección sur hasta su desembocadura en el río Candón dentro del término de Beas. Sus aguas están embasadas en el embalse de Beas.
Su recorrido se caracteriza por los numerosos molinos de los que aún quedan restos.

## Flora y fauna
La vegetación de ribera está ofrmada por fresnos, chopos, mimbreras, juncos, adelfas, lirios, etc.